# Ноткер Заика

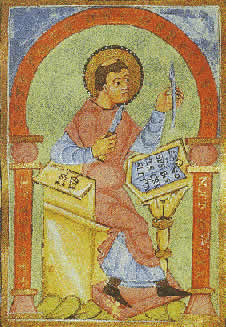
Ноткер Заика

Но́ткер Заи́ка, Ноткер I Санкт-Галленский (лат. Notker Balbulus, нем. Notker der Stammler; около 840 — 6 апреля 912) — монах-бенедиктинец Санкт-Галленского монастыря, поэт, музыкант, хронист и богослов. Причислен Католической церковью к лику блаженных в 1512 году. Память — 7 апреля.

## Биография и творчество
Родился вблизи Санкт-Галлена (на территории нынешней Швейцарии), по другим сведениям в Швабии.
Бо́льшая часть его жизни тесно связана с Санкт-Галленским монастырем, где он был учителем и библиотекарем. Ноткеру, в частности, принадлежит Житие Св. Галла, считающегося основателем этого монастыря, написанное в необычной форме диалога, с чередованием стихов и прозы.
Ноткер написал около 40 секвенций на главные праздники литургического года, объединённые в 884 году в Liber hymnorum («Книгу гимнов»; в рукописи: St. Gallen, Stiftsbibliothek, Cod. Sang. 376, ff.312-434). Считается, что преимущественно он сочинял стихи на уже известные анонимные мелодии (по принципу контрафактуры, «versus modulaminis apti»), но, возможно, некоторые из мелодий сборника сочинил сам. В 1507—1514 годах секвенции Ноткера (вместе с прочей гимнографией Санкт-Галленской традиции) вошли в секвенциарий-тропарий St. Gallen, Stiftsbibliothek, Cod. Sang. 546.
Григорианский распев с рефреном наподобие Трисвятого «Media vita in morte sumus» (в лютеровском переводе «Mitten wir im Leben sind / mit dem Tod umfangen»), который в старину приписывали Ноткеру, вероятно ему не принадлежит.
Ноткер известен также как создатель «Деяний Карла Великого» (лат. Gesta Caroli Magni), написанных в середине 880-х годах, возможно, по заказу Карла III, посетившего Санкт-Галлен в 883 году.
Ноткера Заику следует отличать от Ноткера Губастого (лат. Notker Labeo, ок. 950—1022), также монаха Санкт-Галленского монастыря, который вошёл в историю как один из первых литераторов, писавших на немецком языке, а также Ноткера, епископа Льежского (940—1008), племянника императора Оттона I.

## Издания
- Analecta hymnica medii aevi / edd. C. Blume et H. M. Bannister. Vol.53. Leipzig, 1913.
- Steinen W. von den. Notkeri Poetae Balbuli Liber ymnorum. Bern — München, 1960 (критическое издание с немецким переводом).
- The Liber ymnorum of Notker Balbulus / ed. and transl. by C. M. Bower. 1. Text and Music; 2. Translation. London, 2016. 575 p. (критическое издание с английским переводом и комментариями, в 2 томах).
- Секвенция «Natus ante saecula» (фрагмент) // Музыкально-историческая хрестоматия / Иванов-Борецкий М. В.. — Изд. 2-е, дополн. и перераб. — М.: Музгиз, 1933. — Т. 1. — С. 68. — 128 с.

## Аудиозаписи
- Notker Balbulus: Sequenzen, Tropen etc. Ensemble Ordo Virtutum // Christophorus (2011)
- Аудиозаписи секвенций Ноткера, синхронизированные с рукописями из библиотеки Санкт-Галленского монастыря